# Franz Hubert Maria Schweitzer
Franz Hubert Maria Schweitzer (* 9. September 1865 in Düsseldorf; † 27. September 1924 in Köln) war katholischer Geistlicher und als langjähriger Generalpräses des Katholischen Gesellenvereins und späteren Internationalen Kolpingwerkes zweiter Nachfolger des Seligen Adolph Kolping.

## Leben
Franz Hubert Schweitzer wurde als einziger Sohn einer gutsituierten Familie in Düsseldorf geboren. Nach dem Abitur in seiner Heimatstadt studierte er Katholische Theologie an der Universität Bonn. Während seines Studiums wurde er 1888 Mitglied der KDStV Novesia Bonn im CV. Am 15. August 1892 empfing Schweitzer zusammen mit 29 anderen Diakonen im Kölner Dom durch Weihbischof Antonius Fischer die Priesterweihe. Zunächst wurde er für fünf Jahre als Kaplan in Mönchengladbach eingesetzt, bevor er ab 1897 ebendort als Rektor an der neuen Kirche St. Albertus fungierte. Bereits am 6. Oktober 1899 wurde er nach Köln berufen, um dort als Vizepräses und Lokalpräses des Katholischen Gesellenvereins dem Generalpräses Sebastian Georg Schäffer zur Seite zu stehen. Nach dessen Tod am 16. November 1901 wählte der Vorstand des Kölner Gesellenhospitiums Schweitzer am 4. Dezember 1901 zu seinem Nachfolger. Zwei Tage später bestätigte der Erzbischof von Köln, Hubertus Simar, als Protektor des Kolpingwerkes, diese Wahl. Nach einem Schlaganfall starb Schweitzer am Abend des 27. September 1924. Das Pontifikalrequiem zu seinem Begräbnis zelebrierte der Kölner Erzbischof Karl Joseph Kardinal Schulte.

## Wirken
Dem enormen internationalen Wachstum des Katholischen Gesellenvereins entsprechend entwickelte sich in Schweitzers Amtszeit die Kölner Verbandszentrale zum Generalsekretariat. Er berief Theodor Hürth zum Vizepräses und Karl Katzer zum ersten Verbandssekretär; wirtschaftliche Absicherung des Verbandes sowie Aus- und Fortbildung der Handwerksgesellen bis hin zum Meisterbrief waren zunächst Schwerpunkte seiner inhaltlichen Arbeit. Zusammen mit Gesellen aus vielen Ländern Europas und sogar aus den USA erlebte Schweitzer am 12. Juli 1903 die Einweihung des Kolpingdenkmals vor der Kölner Minoritenkirche durch Erzbischof Antonius Fischer. Zu den Meilensteinen in Schweitzers Amtszeit gehörte die endgültige Anerkennung des Gesamtverbandes von kirchlicher wie staatlicher Seite, die eine Umwandlung der Verbandsspitze in eine Rechtskörperschaft möglich machte. Daraufhin wurden 1904 eine Sterbekasse und 1909 eine Krankenunterstützungskasse für die Mitglieder eingerichtet. Der von Schweitzer besonders geförderten beruflichen Wanderschaft der Mitglieder standen 1914 fast 300 Gesellenhäuser zur Verfügung.
In Schweitzers Amtszeit fiel jedoch auch die enorme Belastung des Katholischen Gesellenvereins durch den Ersten Weltkrieg, in dem von den über 86.000 Mitgliedern rund 60.000 zum Frontdienst eingezogen wurden. Etwa 17.000 dieser durchweg jungen Männer und damit circa 20 Prozent aller Mitglieder waren im Kriegseinsatz gefallen. Doch bereits zu Pfingsten 1922 konnte Schweitzer beim Ersten Internationalen Gesellentag mehr als 20.000 Gesellen in Köln begrüßen und dadurch unter Beweis stellen, dass seine Bemühungen um einen Neuaufbau des Verbandes unter den Vorzeichen einer demokratischen Gesellschaftsordnung von Erfolg gekrönt waren.

## Auszeichnungen
Wegen seiner Verdienste wurde Franz Hubert Maria Schweitzer von Papst Pius X. zum Päpstlichen Geheimkämmerer ernannt.
Nach ihm wurden Straßen in Düsseldorf-Vennhausen, Menden (Sauerland) und St. Martin an der Weinstraße sowie Häuser in Düsseldorf und Meschede benannt.

## Schriften
- Adolf Kolping und sein Lebenswerk. St. Josef-Vereinsbuchdruckerei, Klagenfurt 1913.
- Generalpräses Seb. Georg Schäffer. Generalsekretariat des kath. Gesellenvereins, Köln 1925.